# Axel Springer

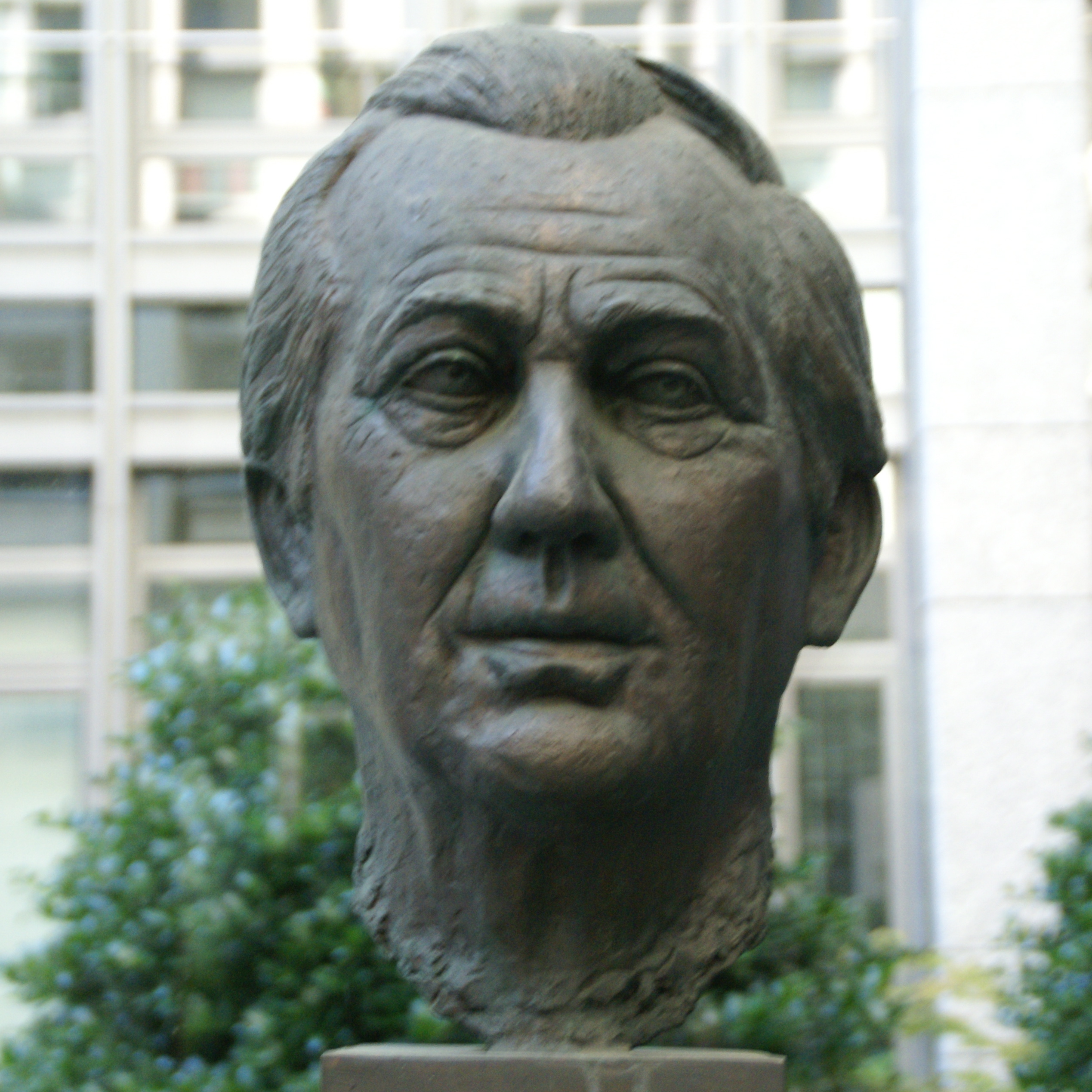
Buste van Axel Springer

Axel Cäsar Springer (Altona, 2 mei 1912 – West-Berlijn, 22 september 1985) was een Duits krantenuitgever en de oprichter en eigenaar van het mediaconcern Axel Springer AG. Vanwege de invloed van het concern alsook de wijze waarop Springer deze gebruikte, behoort hij tot de meest omstreden persoonlijkheden van de Duitse naoorlogse geschiedenis.

## Leven

### Begin
Axel Springer werd geboren in Altona, dat sinds 1938 een stadsdeel is van Hamburg. Zijn vader was de uitgever Hinrich Springer uit Altona, eigenaar van de uitgeverij Hammerich & Lesser, uitgever van de Altonaer Nachrichten en penningmeester van de Deutsche Demokratische Partei (DDP). Zijn moeder was Ottilie Springer, geboren Müller.
Axel Springer volgde na zijn afstuderen aan het gymnasium in de jaren 1928–1932 een cursus als zetter en drukker in het bedrijf van zijn vader. Er volgde een stage bij het nieuwsagentschap Wolffs Telegraphisches Bureau en de Bergedorfer Zeitung. In 1933 huwde Springer de Hamburgse koopmansdochter Martha Else Meyer. In hetzelfde jaar kwam hun dochter Barbara ter wereld. Het huwelijk met de "halfjodin" Meyer werd in 1938 ontbonden. In 1933 keerde Springer naar zijn vaderlijke krant Altonaer Nachrichten, later Hamburger Neueste Zeitung, terug. In 1937 promoveerde hij tot chef van dienst en plaatsvervangend hoofdredacteur, voordat het blad in 1941 op besluit van de nationaalsocialisten in het kader van de eerste van drie grote persstilleggingsacties op grond van papiertekorten stilgelegd werd. In 1939 volgde het tweede huwelijk met de Berlijnse Erna Frieda Berta Holm. Vanaf 1941 werkte Axel Springer als uitgever van literatuur in de uitgeverij van het familiebedrijf. In 1941 werd zijn zoon Axel Junior geboren, die later onder het pseudoniem Sven Simon als fotojournalist en hoofdredacteur van de door zijn vader uitgegeven Welt am Sonntag bekend werd. Axel Springer bleef vanwege een rood ongeschiktheidsbewijs (langdurige ongeschiktheid voor het leger) van enige oorlogsinzet verschoond.

### Na de Tweede Wereldoorlog

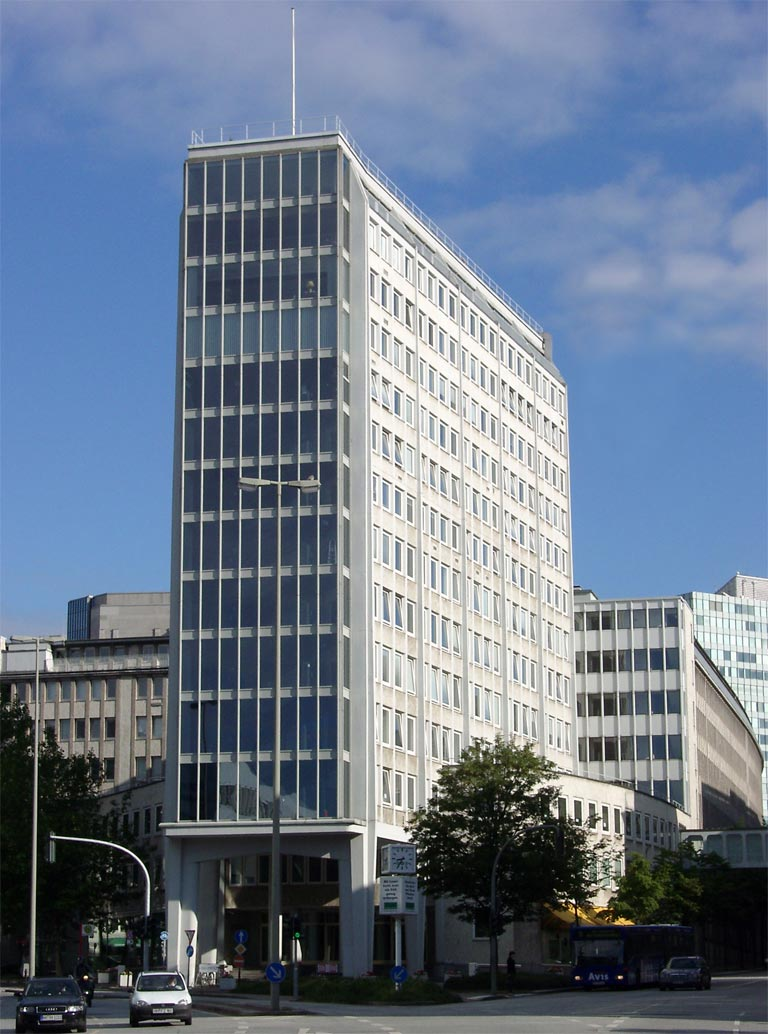
Het Axel-Springer-Verlagshaus in Hamburg

Eind 1945 ontving Axel Springer samen met zijn vader van de in Hamburg verantwoordelijke Engelse militaire regering een licentie voor het publiceren van boeken. De Springers gaven daarna kalenders en vanaf 1946 de Nordwestdeutschen Hefte, waarin bijdragen van de nieuw opgerichte Nordwestdeutscher Rundfunk (NWDR) gedrukt werden, uit. Met de oprichting van de Hörzu in 1946 begon de groei van zijn imperium. Samen met de uitgever John Jahr senior kreeg Springer in 1948 de licentie voor het tijdschrift Constanze, dat een nieuw succes van zijn nieuw opgerichte uitgeverij werd. In hetzelfde jaar gaf hij het Hamburger Abendblatt, het als eerste door de Hamburger senaat gelicenseerde dagblad, uit.
Bij de opbouw van de krantenuitgeverij kwam het de Springers van pas, dat de Britten in Hamburg het communicatiecentrum voor hun bezettingszone ingericht hadden. In Hamburg verschenen ook de eerste partijkranten alsmede de weekkrant Die Zeit.
Vanaf 1950 werd door Springer het Hamburgse uitgevershuis in de Kaiser-Wilhelm-Straße gebouwd. Springers radio- en televisiegids Hörzu bereikte voor het eerst een oplage van meer dan 1 miljoen. In het jaar 1952 bedacht hij zijn mediale succesrecept: de eerste uitgave van de boulevardkrant BILD, die sindsdien dagelijks verschijnt. De BILD-Zeitung vormt tot op de dag van vandaag sterk polariserend de opinie van miljoenen lezers en geldt qua oplage als grootste krant van Europa.
In 1953 huwde Springer zijn derde vrouw Rosemarie Alsen, geboren Lorenz, dochter van Werner Lorenz. Springers snel groeiende mediaconcern kocht in hetzelfde jaar van de Britten Die Welt, Das Neue Blatt en de Welt am Sonntag. In 1956 volgde een deelname in het Berlijnse Ullstein Verlag; ook verscheen in hetzelfde jaar de eerste uitgave van de Bild am Sonntag. Om in patriottische zin een Duitse hereniging te bereiken, trof Springer in 1958 de Sovjetse staatschef Nikita Chroesjtsjov. Met uitzondering van een uitvoerig interview voor die Welt bleef het onderhoud echter nutteloos.
In navolging van de Koude Oorlog zette Springer meer buitenlandcorrespondenten in en startte in 1959 de Springer Auslandsdienst (SAD); tegelijkertijd nam hij de meerderheid van aandelen in de Ullstein-Gruppe met de dagbladen B.Z. en Berliner Morgenpost in de gedeelde stad Berlijn over.

### Jaren zestig

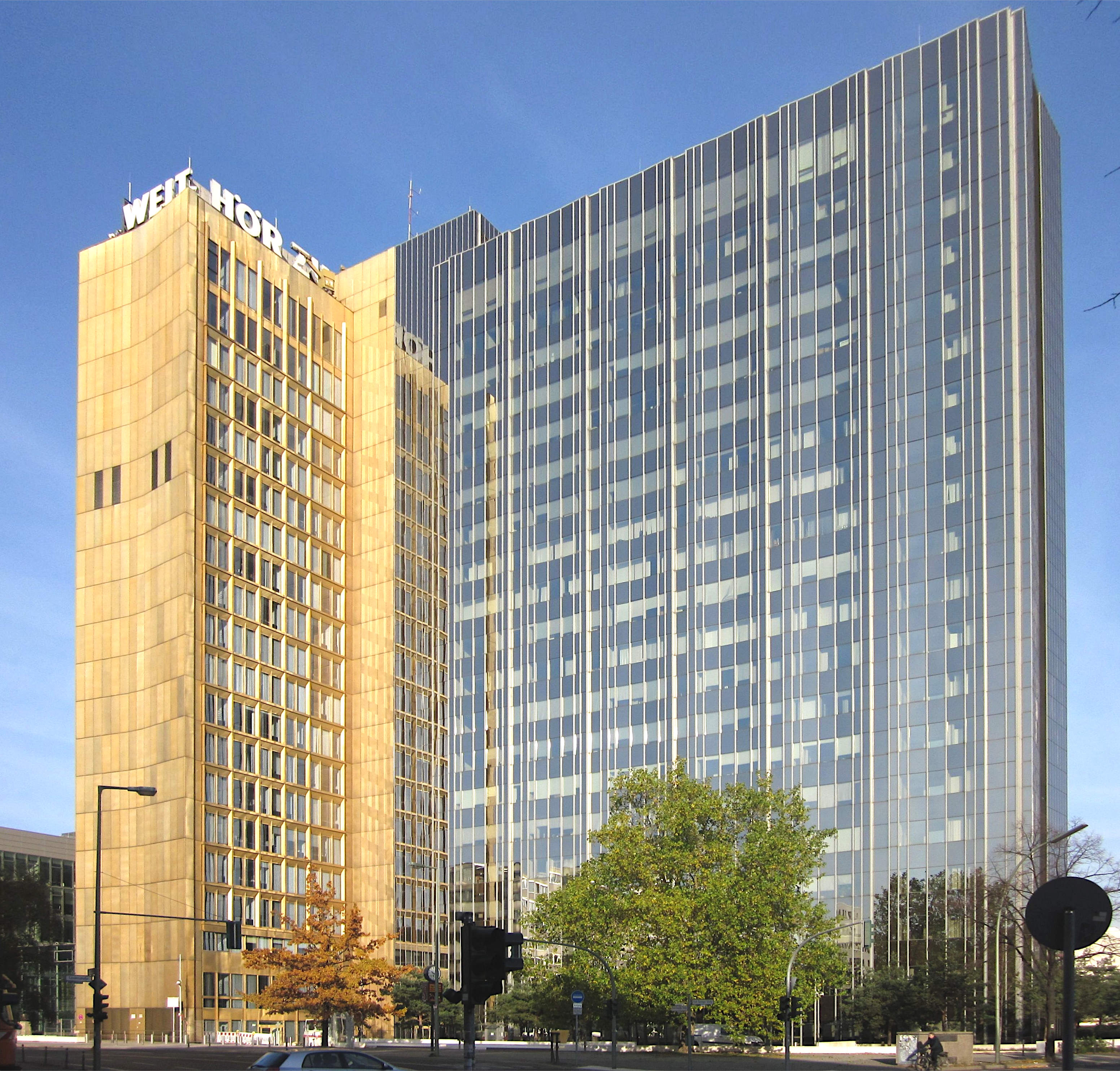
De hoofdzetel van de Axel Springer Verlag in Berlijn aan de voormalige sectorgrens

In 1961 verkocht Springer zijn aandelen in het tijdschrift Constanze aan zijn uitgeverscollega John Jahr. In hetzelfde jaar scheidde hij van zijn vrouw Rosemarie, om in 1962 het vierde huwelijk met Helga Alsen Ludewig-Sarre aan te gaan. Uit dit huwelijk stamt Springers zoon Raimund Nicolaus. In de jaren 1964/65 nam Springer het boulevardblad Mittag, de tijdschriften Bravo en twen, het sportmagazine kicker en ook de Münchener uitgeverij Kindler & Schiermeyer over. Zijn gevolmachtigde werd Christian Kracht. Tot misnoegen van Axel Springer werd op dat moment ook het tegen zijn uitgeverij kritische magazine Der Spiegel onder zijn dak gedrukt. In 1966 richtte hij het tijdschrift Eltern op.
Zowel privé als in publicaties zette Springer zich sterk in voor een verzoening met het joodse volk en ondernam meerdere reizen naar Israël. In 1966 opende Springer in het bijzijn van bondspresident Heinrich Lübke zijn nieuw gebouwde uitgevershuis aan de Kochstraße (tegenwoordig: Rudi-Dutschke-Straße) hoek Lindenstraße (tegenwoordig: Axel-Springer-Straße) in Berlin-Kreuzberg in directe nabijheid van de Berlijnse Muur. De standplaatskeuze van het gebouw was een duidelijke oorlogsverklaring van de uitgever aan en zijn signaal tegen het systeem van de DDR. In 1967 werd de hoofdzetel van de onderneming compleet hierheen verplaatst. Hetzelfde jaar werd tevens tot een van de onaangenaamste jaren van de Springer Verlag: terwijl Springer in het buitenland naar vrede zocht, stak tegen hem in het eigen land met de leuze "Enteignet Springer!" (onteigen Springer!) een heftige storm los en vormde het een begin van de studentenonlusten van 1968. Tevens groeide er kritiek op de media dominerende uitgever, die opkwam vanuit intellectuelen en schrijvers, zoals de Gruppe 47.
Springer schreef zijn uitgeverij vier grondbeginselen voor:
1. Het onvoorwaardelijk inspannen voor het vreedzame herstel van de Duitse eenheid in vrijheid
2. Het tot stand brengen van verzoening tussen Joden en Duitsers, hierbij behoort ook de ondersteuning van het bestaansrecht van het Israëlische volk
3. De afwijzing van welk soort politiek totalitarisme dan ook
4. De verdediging van de vrije sociale markteconomie

Na de hereniging werd het eerste grondbeginsel in Het onvoorwaardelijk opkomen voor de vrije rechtsstaat Duitsland als lid van de westerse staatsgemeenschap en het stimuleren van de toenadering van de Europese volkeren gewijzigd. In 2001 werd een vijfde grondbeginsel toegevoegd: De ondersteuning van het trans-Atlantische bondgenootschap en de solidariteit in de liberale waarden met de Verenigde Staten van Amerika. Om het niet erkennen van de DDR als tweede Duitse staat te benadrukken, werd ze in de Springerkranten op aanwijzing van Axel Springer tussen aanhalingstekens geschreven.
Na het neerschieten van Benno Ohnesorg in 1967 en de eenzijdige berichtgeving van BILD hierover begonnen de demonstraties en protesten door overwegend linkse studenten tegen de, door hen als "Springer-Presse" betitelde publicaties uit de Springeruitgeverij, vooral tegen de BILD-Zeitung, die een veeleer burgerlijk en sociaal conservatief wereld- en politiekbeeld uitdraagt en het communisme almede de studentachtige Außerparlamentarische Opposition en de Sozialistischer Deutscher Studentenbund onder leiding van Rudi Dutschke vastberaden bestreed. Verdere studentenonrusten volgden na de moordaanslag op Rudi Dutschke in 1968. Een van de parolen was "BILD schoss mit" (BILD vuurde mee). Axel Springer werd aanstichting tot strafdaden, censuur en beschamen van de studenten en hun positie voorgeworpen. De gevolgen waren brandstichtingen op Springers bedrijfswagens. Springers naaste medewerker Peter Boenisch lukte het nog net een bestorming van demonstranten op het Springergebouw in Hamburg te verhinderen.
In 1968 oefende een commissie van de bondsregering toenemende druk op de dagbladenheerser uit en bekritiseerde zijn beknotting van de persvrijheid in Duitsland. Als tegemoetkoming verkocht Springer vervolgens zijn aandelen in de uitgaven Bravo, Das Neue Blatt, Eltern, Jasmin, Kicker en twen. Het Duitse verbond van krantenuitgevers BDZV waardeerde dit erkentelijk. In de twee volgende jaren vervolgde Springer de fusie van zijn subondernemingen Ullstein, Hammerich & Lesser en Axel Springer & Sohn en werd in 1970 enig aandeelhouder en voorzitter van de raad van toezicht van de Axel Springer Verlag AG. Tevens volgde de aankoop van de regionale dagbladen Bergedorfer Zeitung en Lübecker Nachrichten, wat opnieuw misnoegen van de media-waakhond opriep.

### Jaren zeventig
Bij een door de Rote Armee Fraktion (RAF) uitgevoerde bomaanslag op het Hamburger Springer-Hochhaus in 1972 werden 17 werknemers verwond. In 1973 wijdde Springer in Kettwig bij Essen zijn zesde drukkerij in en daarmee tegelijkertijd de toenmalig grootste offsetdrukkerij in Europa. In hetzelfde jaar werden brandstichtingen op Springers gastenhuis in Kampen op Sylt en op zijn chalet bij Gstaad gepleegd. Het chalet brandde daarbij volledig af. De dader kon niet gevonden worden, totdat de Zwitserse auteur Daniel de Roulet in 2006 de aanslag bekende. In 1975 werd Axel Springer voor zijn bemoeienissen tot toenadering van de Bondsrepubliek Duitsland met Israël het eredoctoraat van de Israëlische Bar-Ilan-Universiteit in Ramat-Gan verleend. In zijn tegenaanvallen tegen het door Springer diep gehate communisme richtte de uitgever in het jaar 1976 het tijdschrift Kontinent op, waarin vervolgde Oost-Europese dissidenten en schrijvers zich uiten en publiceren mochten. In datzelfde jaar volgden de heroprichtingen van diverse "Special Interest" (vakjargon voor vaktijdschriften) publicaties als Musikjoker, het Ski-Magazin en het Tennis magazin. Tevens kocht Springer aandelen van de Münchner Zeitungs-Verlag GmbH & Co KG. Springers wens op een koop van een meerderheidsbelang in de Münchener uitgeverij werd echter net als reeds eerder door het Bundeskartellamt afgewezen, om een hegemonie in het Duitse perslandschap te stoppen. In hetzelfde jaar volgde een nieuwe onderscheiding door de Hebreeuwse Universiteit van Jeruzalem. In het volgende jaar, 1977, ontving hij de American Friendship Medal onderscheiding voor de vriendschappelijke positie van zijn uitgaven ten opzichte van de Verenigde Staten. Rond datzelfde tijdstip bracht de kritische journalist en auteur Günter Wallraff met zijn onthullende boek Der Aufmacher de BILD-Zeitung in diskrediet. De sociaalkritische documentaire van Wallraff toonde de keerzijde van de Springerpers en hun methoden en wierp een donkere schaduw op de mediatsaar. Het door de BILD-Zeitung tegen Wallraff gevoerde proces duurde nog tot 1981 en werd ten slotte in Wallraffs voordeel beslist.
Verdere negatieve berichten bereikten Axel Springer, toen zijn uitgever in 1978 tot naar schatting 50.000 DM smartengeld veroordeeld werd, nadat de BILD-Zeitung in berichtgeving over de moord op de chef van de Dresdner Bank Jürgen Ponto de studente Eleonore Poensgen als terroriste afgeschilderd had. In hetzelfde jaar richtte Springer het Journal für die Frau op. In 1978 huwde hij zijn vijfde en laatste vrouw Friede Riewerts. Voor zijn consequente ondersteuning van Israël kreeg Springer veel lof uit Israël en werd hij de eerste drager van de Leo-Baeck-Medaille voor de verzoening tussen Duitsers en Joden.

### Jaren tachtig en overlijden
De jaren tachtig begonnen voor Springer met een sterfgeval: Zijn zoon Axel Springer jr., die onder de naam Sven Simon als sportfotograaf en ook als interim-hoofdredacteur van de Welt am Sonntag bekend was, pleegde op 3 januari 1980 op een parkbank in Altona zelfmoord. Deze gebeurtenis belastte de vader zwaar. In de daarop volgende tijd trok de uitgever zich in toenemende mate in zijn bezittingen op Sylt terug en gaf de scepter voor zijn krantenimperium meer en meer over aan interne vertrouwenspersonen als Peter Boenisch en Günter Prinz, alsmede aan zijn vrouw Friede. Tevens stootte hij verdere aandelen in zijn uitgeverij af. Het jaar daarop, 1981, ontving Springer het eredoctoraat van de universiteit Boston en de Konrad-Adenauerprijs van de Duitslandstichting. In 1982 kreeg hij de Berlijnse Ernst-Reuter-Medaille. Een hernieuwd veto van de kartelwaakhond blokkeerde de verkoop van Springers eigen aandelen in de Burda-Verlag; uiteindelijk werd de verkoop in 1983 alsnog toegestaan. Datzelfde jaar gingen Springers laatste meebedachte publicaties van Bild der Frau en de tv-gids Bildwoche (wederom als schijnconcurrentie voor Hörzu) van start. Als eerste Duitser ontving de uitgever de eretitel "hoeder van Jeruzalem". In de tijd daarna werd het rustiger rondom Springer; de publicist trok zich terug uit het publieke leven. In 1985 verkocht hij 49 procent van het totale kapitaal van zijn uitgeversimperium aan verschillende gegadigden; de Springeruitgeverij ging naar de beurs.
Op 22 september 1985 stierf Axel Cäsar Springer in West-Berlijn. Hij werd door de bisschop van de Selbständige Evangelisch-Lutherische Kirche, Jobst Schöne, op de begraafplaats Berlin-Nikolassee begraven.

### Aanvullingen en opmerkingen
Vandaag de dag wordt de nalatenschap van Axel Springer voornamelijk door zijn vijfde echtgenote Friede Springer beheerd.
Architectonisch interessant is onder andere een van zijn huizen in Hamburg aan de Grotiusweg 79. Als "Claremont House" (zo gedoopt door de huidige eigenaresse Galathea Bisterfeld von Meer) bekend, spookte het verkoopaanbod van dit huis in de laatste jaren meermaals door de media. Voorheen behoorde ook het object Grotiusweg 75–77, ook bekend als "Villa Michaelsen" (ontwerp Karl Schneider), tot dit bezit, waarin tegenwoordig het poppenmuseum Elke Dröscher is gevestigd. Een ander woonhuis uit de jaren vijftig dient tegenwoordig als clubhuis van de zeilclub Rhe.

### Onderscheidingen
- 1969: "Honorary Fellow" van het Weizmann Instituut in Rehovot (Israël)
- 1970: Ereplakaat van de Bond der verdrevenen
- 1972/74: Grote Kruis van Verdienste met Ster en Grootlint van de Bondsrepubliek Duitsland
- 1974: Eredoctoraat aan de Bar-Ilan Universiteit in Ramat Gan (Israël)
- 1976: Eredoctoraat aan de Hebreeuwse Universiteit in Jeruzalem
- 1976: Jakob Fugger-Medaille van het verbond van Beierse krantenuitgevers
- 1978: Het New Yorker Leo Baeck Instituut voor onderzoek en behoud van de Joodse geschiedenis in Duitsland verleend Axel Springer de Leo-Baeck-Medaille
- 1981: Het Israelitische Wochenblatt in Zürich verleend Axel Springer de David-prijs
- 1982: Heinrich-Stahl-Preis van de Berlijnse Joodse gemeente naar aanleiding van zijn 70ste verjaardag
- 1982: Ernst-Reuter-Medaille van de stad Berlijn
- 1983: Eretitel van de stad Jeruzalem "hoeder van Jeruzalem"
- 1985: Gouden medaille van het verbond van Israëlische dagbladuitgevers, Gouden medaille van verdiensten van de Europese B'nai B'rith

## Speelfilms en documentaires
- Der Verleger, 2001, dramatisering van de tijd van 1945 tot rond 1980 op basis van de biografie van Michael Jürgs
- Ich - Axel Cäsar Springer, vijfdelige propagandafilm van de DEFA, uitgezonden in de Deutscher Fernsehfunk van de DDR tussen 1968 en 1970
- Bespitzelt Springer – Wie die Stasi einen Medienkonzern ausspähte, docu van Tilman Jens, 2009
- Einige Tage im Leben des Axel Springer, reportage van Renate Harpprecht, 1970, uitgezonden op 22 juli 1970 bij de ARD
- Zeugen des Jahrhunderts – Interview mit Axel Springer van 1982, uitgezonden op ZDF
- Drei Leben: Axel Springer, documentaire van Sebastian Dehnhardt, Jobst Knigge en Manfred Oldenburg, uitgezonden op 1 mei 2012 op Arte